# Otto Göbl
Otto Göbl (ur. 16 września 1936 w Murnau am Staffelsee, zm. 17 lipca 2009) – niemiecki bobsleista, czterokrotny medalista mistrzostw świata.

## Kariera
Największy sukces w karierze Göbl osiągnął w 1962 roku, kiedy wspólnie z Franzem Schelle, Josefem Sterffem i Ludwigiem Siebertem zwyciężył w czwórkach podczas mistrzostw świata w Garmisch-Partenkirchen. W tej samej konkurencji zdobył także srebro na mistrzostwach świata w Garmisch-Partenkirchen w 1958 roku oraz brąz podczas mistrzostw świata w St. Moritz w 1959 roku. W 1960 roku w parze z Schelle zdobył także srebrny medal w dwójkach. W 1964 roku wystartował na igrzyskach olimpijskich w Innsbrucku, gdzie rywalizację w czwórkach ukończył na piątej pozycji.